# Hifikepunye Pohamba
Hifikepunye Lukas Pohamba (Okanghudi, 18. kolovoza 1935.) bio je drugi predsjednik Republike Namibije.
Hifikepunye Pohamba je namibijski političar iz SWAPO-a, vladajuće stranke, koja je pobijedila na izborima u studenom 2004. godine s podrškom 75,1% građana Namibije. 
Podržao ga je tadašnji predsjednik Sam Nujoma, koji je bio na tom položaju 15 godina. 
Pohamba je postao predsjednik 21. ožujka 2005., opisujući sebe kao pažljivog, ali odlučnog političara za borbu protiv korupcije. Prije nego što je postao predsjednikom, bio je namibijski ministar za zemlju (eng. the Lands Minister).
Ponovno je pobijedio na predsjedničkim izborima u Namibiji 2009. godine i drugi mandat mu je trajao do 2015. godine.